# Reberbane
En reberbane er en aflang arbejdsplads hvor rebslagere laver tovværk.
I gamle dage havde mange byer rundt omkring i Danmark en reberbane, hvor der blev produceret reb. En stor havneby som København havde rigtig mange reberbaner spredt rundt i byen. Der lå bl.a. reberbaner der, hvor Vesterbros Torv ligger i dag. Reberbanegade på Amager er opkaldt efter den 350 meter lange reberbane, som Jacob Holm byggede der i 1813. Holmen havde også en stor reberbane, som lå på Bremerholm og forsynede flådens skibe med tovværk. Den Gule Længe i Heibergsgade 9 udgør resterne af en reberbane, der blev bygget 1592-1594. I Aalborg Vestby findes også en længere Reberbanegade. I Flensborg findes tilsvarende en rebslagerbane og i Kerteminde et rebslagerstræde.
Der findes stadig nogle få fungerende reberbaner rundt om i landet, bl.a. i Skjern, hvor der ligger en 110 meter lang reberbane.
I moderne tid er det ganske få steder der bliver lavet reb på en reberbane med traditionelle metoder og materialer. På Middelaldercentret ved Nykøbing Falster og Vikingeskibsmuseet i Roskilde bliver der fremstillet reb som man gjorde i vikingetiden og middelalderen.
Randers Reb (Randers Rebslaaeri) var grundlagt i 1840. I 2002 blev produktionen flyttet til Østeuropa. Et slogan, der blev landskendt, er: »Hæng Dem ikke i bagateller. Hæng Dem i Randers Reb«.
- Sløjdlærerskolens mobile reberbane i funktion på Jagt- og Skovbrugsmuseet i Hørsholm 2006. Denne station har 4 kroge, der drejes ensartet rundt med et håndtag. Her er der kun lagt kordeller på 3 af krogene. Når de er snoet tilpas, skal de tre tynde slås sammen til ét.
- I den anden ende af reberbanen fortsætter arbejdet med at fremstille et tov. Fra drejestationen (kaldet en selvtrækker) snoes tovet med et håndtag ud for reberens mave. Til at styre sammenslagningen anvendes en top, rebslagertop, slåtop eller snøretop (se detailbillede)
- Rebslagerdrejestationen (selvtrækkeren) er sat fast om livet. Her slås 4 kordeller sammen til et reb
- Rebslagertoppen styrer slagningen af 3 eller 4 kordeller til et reb
- Principskitse 1: Sløjdlærerskolens reberbanestation; den centrale del
- Principskitse 2: Sløjdlærerskolens reberbanestation i den anden ende: selvtrækkeren